# Promille
1 promille is 1 duizendste deel; het woord betekent “per duizend”. Een promille wordt genoteerd als ‰, dus naar analogie met procent (%) met 3 “nullen” in plaats van 2. Hierbij geldt: 1 ‰ = 0,1 %.

## Alcoholpromillage
Het woord "promille" is bij het grote publiek vooral bekend als maatstaf voor de hoeveelheid alcohol in het bloed, in het bijzonder wanneer die wordt gemeten bij alcoholcontroles. Hierbij komt 1 ‰ overeen met een massaconcentratie van 1 mg ethanol per ml bloed. In praktijk wordt echter vooral µg/l, microgram alcohol per liter in de adem, als maatstaf gebruikt.

## Infrastructuur
Bij de bouw van infrastructuur zoals spoorlijnen en wegen wordt de helling of verkanting ook wel in promille uitgedrukt. Een promille betekent dan een helling van 1 millimeter per meter.